# Ферма, утро (картина Кросса)
«Ферма, утро» (фр. La Ferme, matin) — жанровая картина французского художника-неоимпрессиониста Анри Кросса, написанная в 1893 году. Находится в коллекции Музея изобразительного искусства в Нанси (Франция).

## История

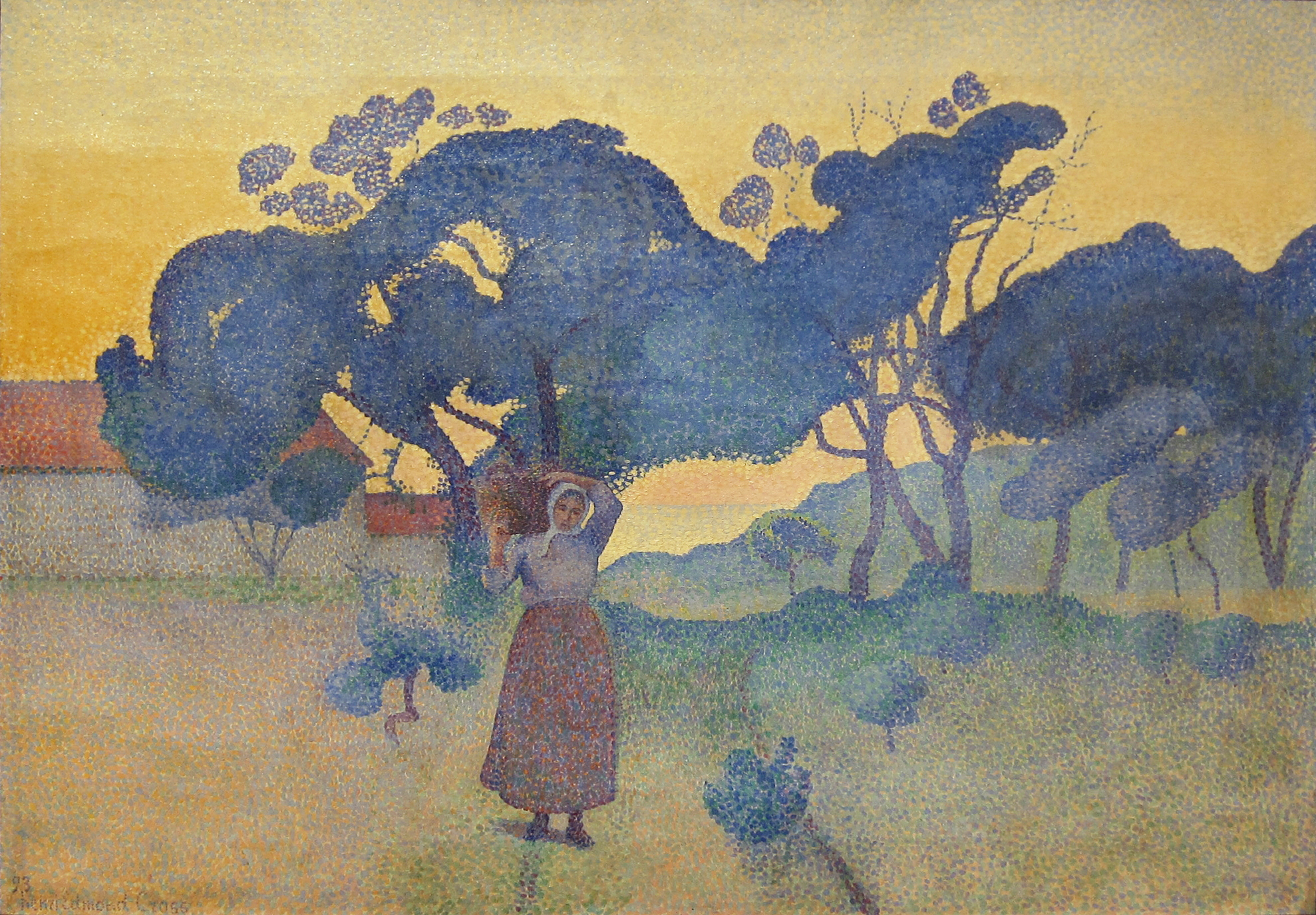
Анри Кросс. «Ферма, вечер» (частная коллекция)

Картина была написана в 1893 году; выставлялась в Салоне Независимых в том же году и в салоне «Свободная эстетика» в 1895 году вместе с аналогичной пейзажно-жанровой сценой «Ферма, вечер». Произведения свидетельствуют о работе Кросса над освещением и цветом.
«Ферма, утро» находилась в коллекции Анри Матисса, которому Кросс подарил её в 1904 году, а тот подарил ему взамен версию картины «Люксембургский сад» и «Тюльпаны попугаи I».
В 1998 году картина была приобретена Музеем изобразительного искусства Нанси за 4 млн франков благодаря открытой подписке, организованной ассоциацией Эммануэля Эре и городским фондом наследия во время реконструкции музея в 1996—1998 годах, для обогащения коллекции произведений конца XIX — начала XX века в стиле модерн, тесно связанном со Школой Нанси. Картина экспонируется рядом с другими жанровыми сценами.
В Лувре хранится предварительный рисунок этой картины, выполненный тушью и смывкой на кальке.

## Описание
Картина, написанная в стиле пуантилизма, изображает старинные винокурни в утреннем свете. В прозрачном и влажном свете образ винокуров, работающих с рассвета, нарушается абстрактными формами завихрений дыма, вылетающего из перегонных кубов. Выделяющееся на фоне массы фермы дерево заполняет пространство картины в композиции, отмеченной влиянием японизма.
Пуантилистский аспект живописи являлся частью творчества Жоржа Сёра и в целом неоимпрессионистского течения, включая композицию картины, работу с цветом и круглые мазки. Произведение отходит от непосредственности импрессионистов или веризма натуралистов, как бы замораживая сцену и придавая ей поэтический и идеалистический аспект, в стиле символиста Пюви де Шаванна.